# Leucobryum albidum
Leucobryum albidum är en bladmossart som beskrevs av Lindberg 1863. Leucobryum albidum ingår i släktet Leucobryum och familjen Dicranaceae. Inga underarter finns listade i Catalogue of Life.